# Patrick Weimer
Patrick Weimer (ur. 28 kwietnia 1977) – niemiecki lekkoatleta, specjalizujący się w biegach sprinterskich. 
Medalista Młodzieżowych Mistrzostw Europy (1997).

## Osiągnięcia
- Młodzieżowe Mistrzostwa Europy, Turku 1997
  - brązowy medal – sztafeta 4 × 100 m

## Rekordy życiowe
- bieg na 60 metrów
  - hala – 7,01 (1999)
- bieg na 100 metrów
  - stadion – 10,30 (1997)
- bieg na 200 metrów
  - stadion – 21,28 (1997)